# Allamanda
Allamanda (Allamanda cathartica) är en art familjen oleanderväxter. Allamanda kommer ursprungligen från Brasilien där den växer i varmt och fuktigt klimat i skogar. Den klättrar på allt som är stabilt tillräckligt, för att nå ljuset. Arten odlas i Sverige som krukväxt. 
Allamanda är en klängande buske, till 4-6 meter, med vit mjölksaft. Bladen är motsatta eller 3-5 kransställda, omvänt äggrunda till avlånga, 6–15 cm långa, 4–5 cm breda, mörkt gröna, undersidans nerver är inte upphöjda. Blommorna blir 7–14 cm långa, 9–14 cm i diameter, gula, klockformade. Frukter nästan klotformade, 3–7 cm långa, med 1 cm långa taggar.
Det vetenskapliga namnet Allamanda är efter Frederic Allamand, som var schweizisk botanist och läkare, och levde 1736-1803. Han korresponderade med Linné, som namngav släktet Allamanda efter honom. Cathartica betyder renande, och syftar på att växten innehåller starkt laxerande ämnen.

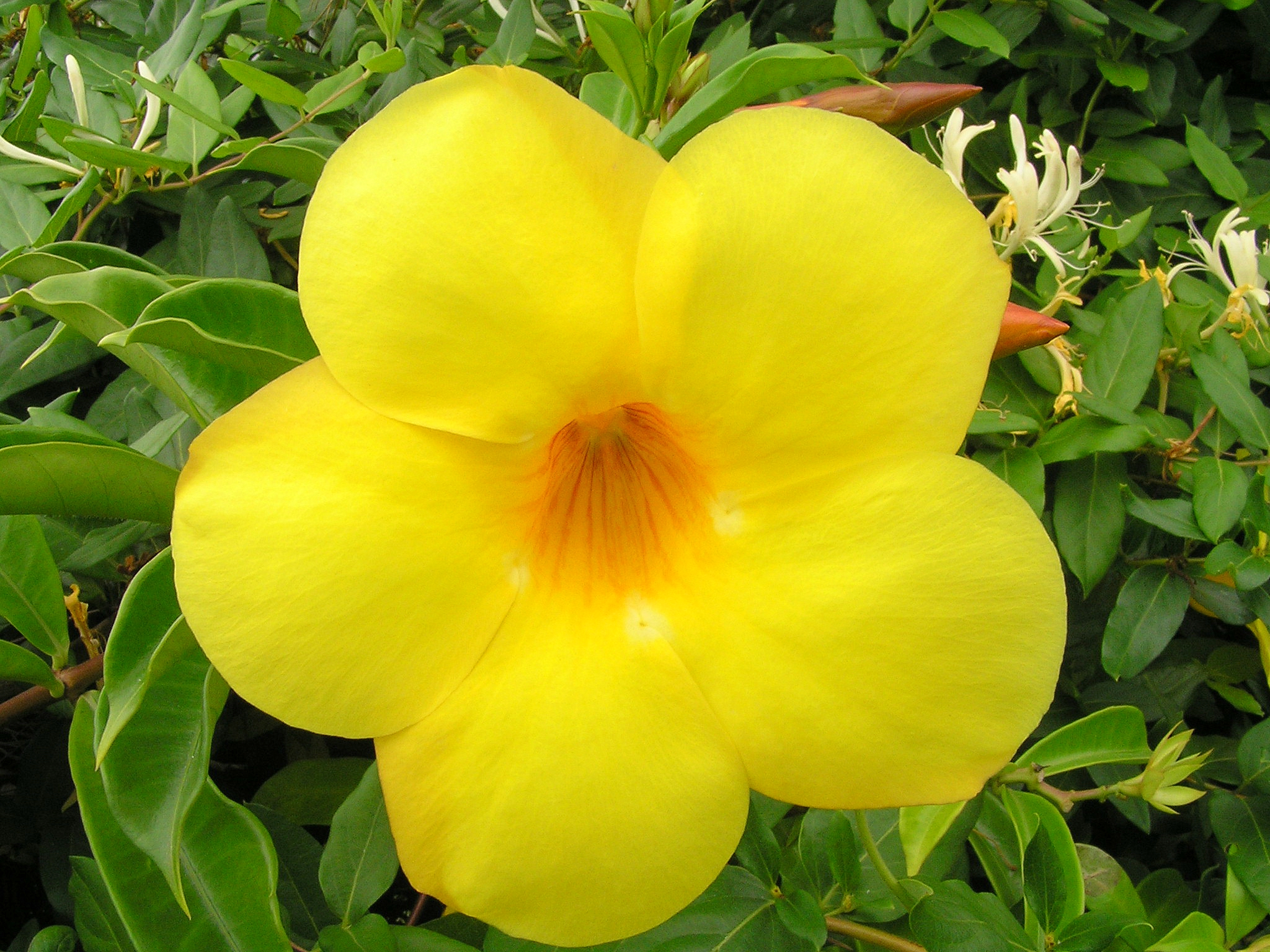
Hendersonii

## Sorter

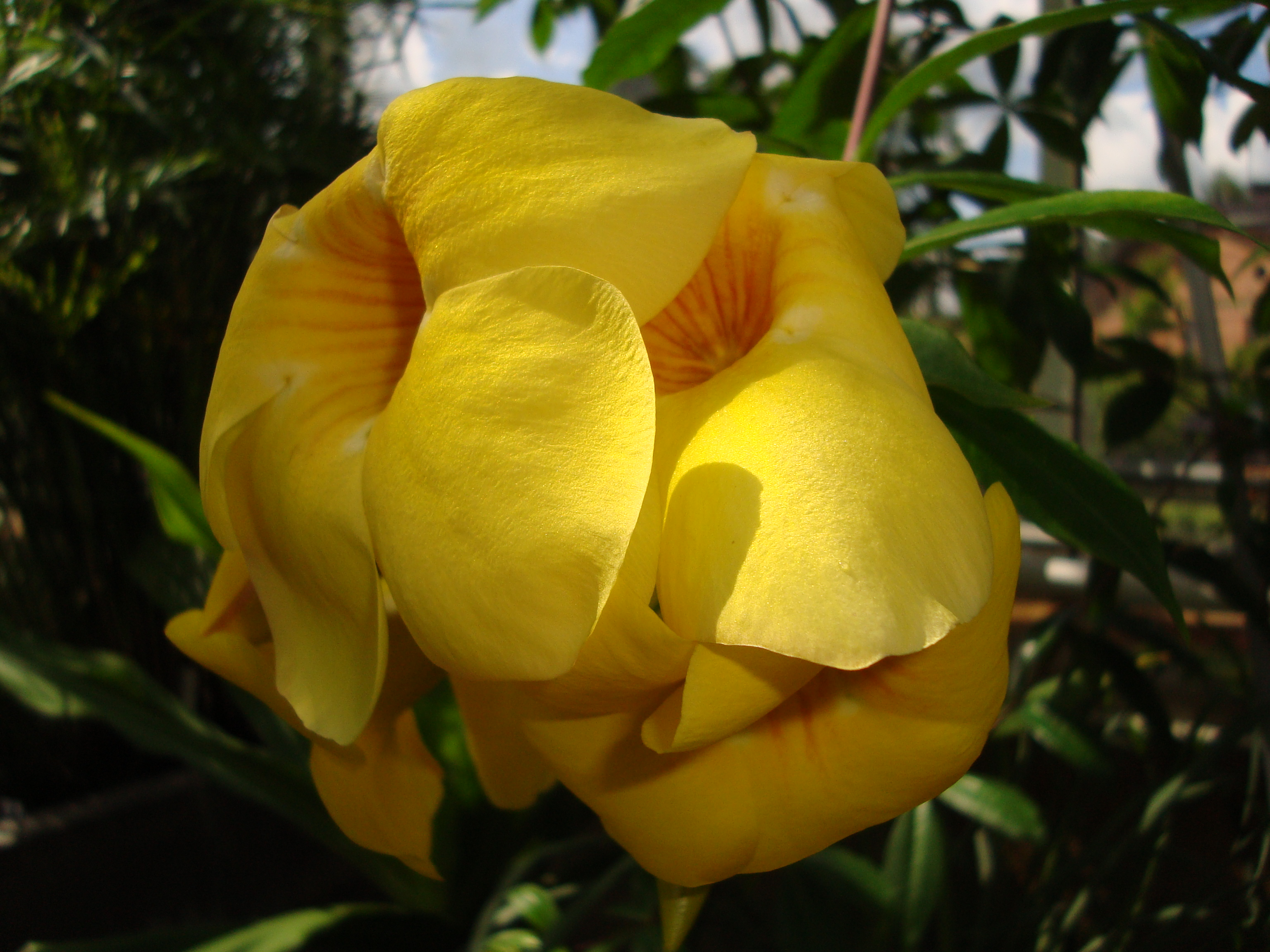
Grandiflora

- 'Birthe' - mörkgröna blad och gula blommor, mer rikblommande än äldre sorter.
- 'Brown Bud' - har mörkgröna, smala blad. Knopparna är bruna, men öppnar sig till gula blommor.
- 'Compacta' - dvärgväxande, ca 70 cm hög.
- 'Floreoplena' - oregelbundet fylldblommig.
- 'Golden Bells' - dvärgväxande med guldgula, tydligt klockformade blommor.
- 'Golden Butterflies' - har stora kronflikar som fladdar som fjärilar i vinden.

- 'Grandiflora' - stora citrongula blommor.
- 'Halley's Comet' - en fylldblommig sport av 'Hendersonii, har både fylld och halvfyllda blommor.
- 'Hendersonii' - den vanligaste sorten i odling. Kompakt växtsätt. Den har större, orangegula blommor, 12,5 cm i diameter och 9 cm långa, och rödbruna nerver i svalget.
- 'Nobilis' - har doftande bladverk. Knoppar bruna på utsidan. Blommorna är guldgula, doftar som magnolia. Blompipen är smalare än hos andra sorter.
- 'Stansill's Double' - har fyllda blommor.
- 'Williamsii - gula blommor med purpurbruna markeringar i svalget, till 10 cm i diameter.

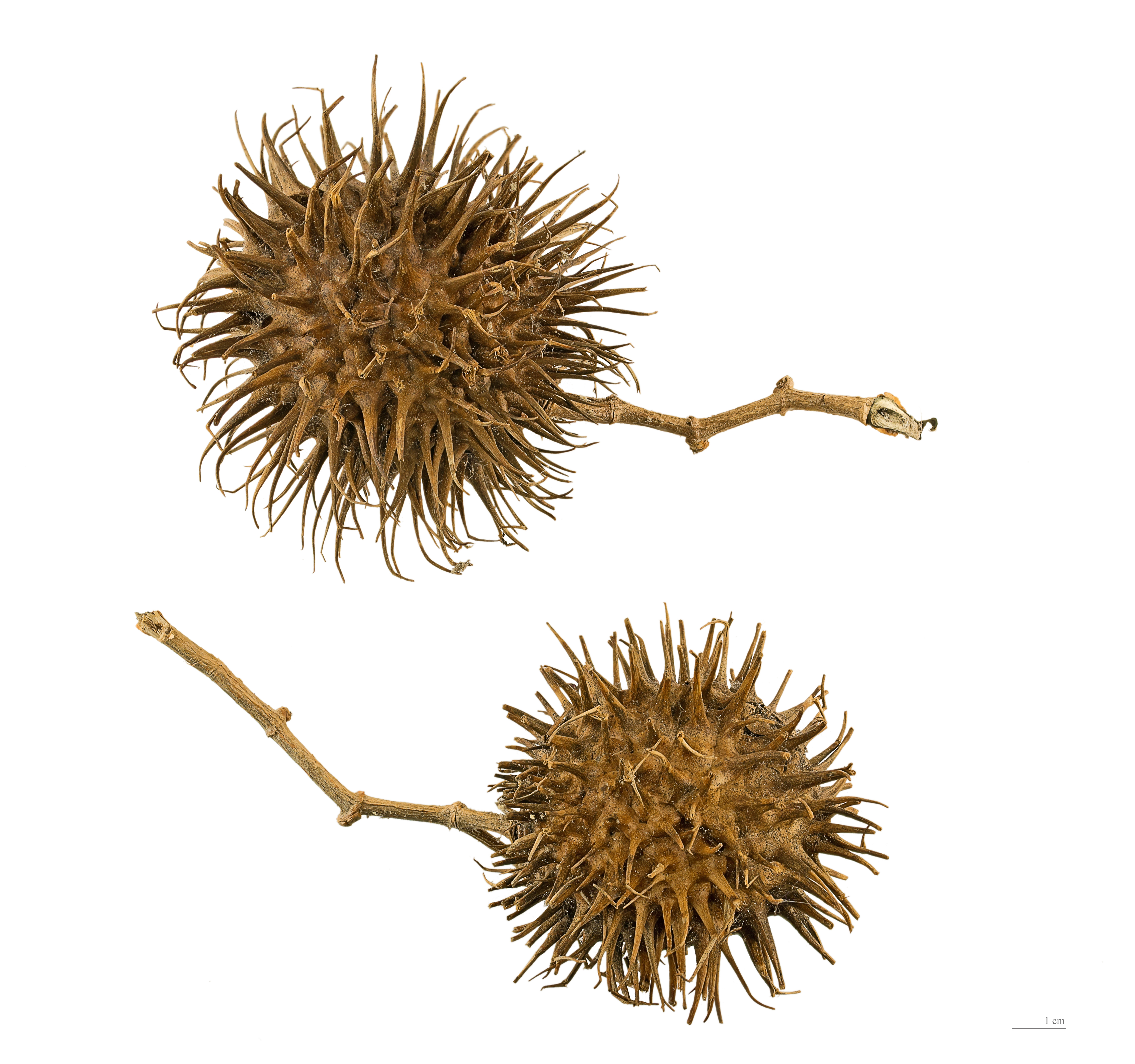
Allamanda cathartica

## Odling
See allamandasläktet. Minimitemperatur som friplanterad i växthus 5°C.

## Synonymer
- Allamanda aubletii Pohl, 1827
- Allamanda cathartica f.  salicifolia Voss
- Allamanda cathartica var. grandiflora L.H.Bailey & Raffill nom. inadmiss.
- Allamanda cathartica var. hendersonii (Bull ex Dombrain) L.H.Bailey & Raffill
- Allamanda cathartica var. nobilis (T.Moore) L.H.Bailey & Raffill.
- Allamanda cathartica var. williamsii (anon.) L.H.Bailey & Raffill
- Allamanda grandiflora Poiret nom. illeg.
- Allamanda hendersonii Bull ex Dombrain
- Allamanda latifolia C.Presl
- Allamanda linnei Pohl nom. illeg.
- Allamanda nobilis T.Moore
- Allamanda salicifolia hort.
- Allamanda schottii Hook.
- Allamanda wardleyana Lebas
- Allamanda williamsii anon.
- Chariomma verticillata Miers
- Echites verticillatus (Miers) Sessé & Moç.
- Orelia grandiflora Aubl. nom. illeg.